# Anders Blixt
Anders Blixt, född 20 mars 1959, är en svensk spelkonstruktör, författare och vetenskapsjournalist.
Blixt är en svensk konstruktör av rollspel. Hans karriär inleddes 1979 med bidrag publicerade i den amerikanska Traveller-tidskriften Journal of Travellers' Aid Society. Blixt medverkade även i Sveriges första spelfanzine Mjölnir som startade 1980. Under perioden 1985-89 var han anställd hos Äventyrsspel där han bland annat konstruerade Drakar och Demoner Expert och Mutant 2 och författade mycket kringmaterial till firmans spel.
1989 fick han anställning som civil specialist inom försvarsmakten, men fortsatte skriva material för Äventyrsspel, Lancelot Games (Khelataar, Wastelands) och 101 Production/Neogames (Viking, Neotech). Han har även varit skrivit och projektlett ett antal produkter för rollspelen MERP och Cyberspace åt bland annat Iron Crown Enterprises. Han fick även i uppdrag av Västerås stift att skriva Birka-rollpelet Ansgar.
1997 startade han tillsammans med Anders och Tove Gillbring samt Åke Rosenius varumärket Rävspel, inom vilket han har givit ut fantasyrollspelet Gondica, inspirerat av filmen Slaghöken och Leonardo da Vinci, och Lemuria, en samproduktion inom genren dieselpunk med Krister Sundelin (Rävsvans förlag) som utspelar sig på en sydlig vildmarkskontinent i ett delvis fiktivt 1930-tal. Blixt är även återkommande skribent i speltidningen Fenix.
2002–08 arbetade Blixt hos Statens strålskyddsinstitut, 2002–06 som chefredaktör för tidskriften Strålskyddsnytt och från 2006 som omvärldsanalytiker i beredskapsfrågor. Under hösten 2008 arbetade han som civil specialist inom EU:s samhällsbyggande insatser i Centralasien. 2010-19 arbetade han som teknikskribent i IT-branschen, följt av en sejour som omvärldsbevakare hos Myndigheten för samhällsskydd och beredskap. 
Hösten 2011 publicerade Blixt på Neptunus Data förlag fantasyromanen Spiran och staven, vilken utspelar sig i renässansvärlden Gondica, och science fiction-romanen Iskriget, vilken utspelar sig år 1940 i en alternativ världshistoria. Under våren 2015 publicerade han en reviderad engelsk utgåva av den sistnämnda romanen under titeln The Ice War.
Sedan 2020 är Blixt delägare i Eloso förlag, där han huvudsakligen arbetar inom produktlinjerna Chock: Åter från graven och Eloso by Blixt. 

## Verk i urval

### Äventyrsspel
- Drakar och Demoner (1987)
- Drakar och Demoner (1991)
- Drakar och Demoner Expert
- Drakar och Demoner Gigant
- Drakar och Demoner Ivanhoe
- Djupets fasor
- Monsterboken[12]
- Monsterboken II[13]
- Torshem
- Shoguns vrede
- Djupets fasor[14]
- Mutant 2
- Efter Ragnarök
- Magiboxen
- Bris Brygga (Äventyr till Mutant)
- Brännpunkt Hindenburg (Äventyr till Mutant 2)
- Draculas hämnd (Äventyr till CHOCK)
- Ereb Altor
- Grymkäfts fällor
- Kandra (modul)
- Katastrofens väktare
- Maktens portar
- Marsklandet
- Mjölnir
- Monster och Män i Ereb Altor
- Monturerna (modul)
- Mörkrets hjärta
- Nattens fasor
- Nekropolis
- Novastenen / Jeraz - Äventyrspaket 2
- Rohan (modul)
- Rösten från forntiden
- Sci-Fi! - Old School Gaming - grundregler
- Skattkammaren
- Skuggornas mästare (2013)
- Skuggornas väsen
- Stadsintermezzon
- Stjärnornas krig - grundregler
- Svart duell / Skönheten & odjuren - Äventyrspaket 1
- Södra Mörkmården (modul)
- Talisman
- Tharbad (modul)
- Torshem (modul)
- Trakorien (modul)
- Västerled (modul)
- Zonkompendium 4 - Dö, köttätare, dö!
- Zonkompendium 5 - Hotell Imperator

### Rävspel
- Gondica
- Gondica Bestiarium
- Gondica Abyssos
- Lemuria
- Spiran och staven (fantasyroman, 2011)[16]
- Iskriget (och andra berättelser) [17] (science fiction-roman + noveller, 2011; utgiven på engelska 2015 som The Ice War) [18]
- Thriller (2019)
- Dust & The Road (dieselpunknoveller, 2017)
- Expert Nova (nutidsrollspel, på svenska 2019, på engelska 2020)
- Dusk and Dawn (fyra dieselpunkberättelser, 2024)

### Lancelot Games
- Khelataar
- Encyclopedia Digoni
- Wastelands
- Wastelands Sverige[20]

### Iron Crown Enterprises
- Gorgoroth
- The Kin-strife
- Southern Gondor
- Cyber Europe[21]

### 101 Productions
- Viking
- Norden
- Västerled
- Jarl Eriks arv
- Viking Saga

### Saga Games
- Röd Sand
- Knivblänk i Prag
- Roma Umbrarum
- Sci-Fi!

### Mylingspel
- Skuggornas mästare[25]

### Fria Ligan
- Mutant År Noll[27]

### Västerås stift
- Ansgar[29]

### Neogames
- Neotech Europa

### Helmgast
- Sorgeveden, en kampanjbok till Hjältarnas Tid (2018).

### Riot minds
- Se döden på dig väntar, ett äventyr till Götterdämmerung 2.0
- Skymningshavets gåtor, en antikinspirerad sjöfartskampanj till Drakar och Demoner (2016).

### Eloso
- Märk hur vår skugga, ett Stockholmsbaserat äventyr till Chock (2019)
- Svenska Call of Cthulhu (2020), bakgrundsmaterial om Sverige på 1920-talet.
- Basker Blå, en kampanj om svenska FN-soldater i Västafrika till Chock (2022)
- Expert Nova 2.0, ett regelsystem för "nutida" äventyr (dvs ca 1880-2040) (2022).
- Expert Partisan, ett rollspel om civil motståndskamp i ett ockuperat Sverige under kalla kriget (2024) [31]
- Stunde Null, en kampanj om svenska ockulta agenter på hemligt uppdrag i norra Tyskland sommaren 1945 till Chock (2025)

### Försvarets internationella centrum(SWEDINT)
- Kashmir's Forgotten Guardians (1994)

### FOA
- UNTSO: Fredsbevarande faktotum (1990)

## Pseudonymer
I rollspelssammanhang har Anders Blixt blivit publicerad under pseudonymer, bland andra Andrzej Kowalski och Ulf Zimmermann. I diskussionsforum och på bloggar använder han ofta signaturerna Gondica, Mekanurg och Abu Nimr.[källa behövs]

## Kuriosa
Anders Blixt behärskar konstspråket Interlingua, ett förenklat latin, vilket han har använt för stämningsskapande citat i några av sina alster, bland annat Lemuria och Spiran och staven.